# Zeilendrucker
Ein Zeilendrucker ist ein Hochgeschwindigkeitsdrucker (Schnelldrucker), der eine Zeile nicht sequentiell wie zum Beispiel ein Typenraddrucker, sondern auf „einen Schlag“ zu Papier bringt.

## Arbeitsweise
Den verschiedenen Ausführungen ist gemein, dass viele Typen mehr oder weniger gleichzeitig an verschiedenen Spalten einer Zeile aufschlagen. Dazwischen ist entweder ein Farbband oder ein Farbtuch angebracht. Sie sind auch heute noch für Massenaufträge in Betrieb, besonders wenn Durchschläge erforderlich sind.
Allen gemein ist der hohe Arbeitslärmpegel, weshalb Zeilendrucker meist in gesonderten Räumen oder mit Schallschutzhauben aufgestellt werden.

## Geschichte

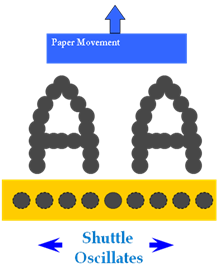
Funktionsdiagramm eines Shuttle-Matrixdruckers

Erste IBM-Modelle hatten Typenbalken bzw. -stangen. Alle Typen des Zeichensatzes (nur Großbuchstaben, Ziffern und wenige Satzzeichen) waren nach Häufigkeit übereinander auf ihr angeordnet, jede Druckspalte hatte eine eigene. Diese Stangen wurden für jede Zeile auf das richtige Zeichen gestellt und gleichzeitig für die ganze Zeile angeschlagen.
Weiterhin gab es Trommeldrucker, die eine gemeinsame Walze mit allen Druckzeichen pro Spalte besaßen, sodass das Anschlagen nicht gleichzeitig, sondern mit einzelnen Hämmern pro Spalte genau dann erfolgen musste, wenn die sich kontinuierlich drehende Walze die richtige Position hatte.
In gewisser Hinsicht sind auch ältere Registrierkassen und mechanische Rechenmaschinen Zeilendrucker – hier arbeitete pro Spalte je ein senkrecht zum Papier stehendes Typenrad mit Typen auf der Zylinderfläche, welches vor dem Zeilendruck jeweils in die richtige Position gedreht wurde.
Die Hochzeit der Zeilendrucker war ihr Einsatz als Peripheriegerät an Großrechnern (engl. mainframes) in den 1960er bis 1980er Jahren.
Für kleinere Betriebe mit hohem Druckaufkommen gab es auch Matrixdrucker, die statt eines entlang der gesamten Zeile bewegten Nadeldrucker-Druckkopfes einen um 1, 2 oder 3 Zeichenbreiten oszillierenden waagerechten Nadelkamm hatten – sogenannte Shuttle-Matrixdrucker (siehe Abbildung). Vertikal wurde die Matrix durch einen pixelweisen statt einen zeilenweisen Papier-Vorschub realisiert. In gewissen Grenzen waren diese Drucker sogar grafikfähig, konnten unterschiedliche (variable) Zeichensätze zu Papier bringen und beherrschten wichtige Schriftattribute.
Abgelöst wurden die Zeilendrucker meist durch Laserdrucker, die im Gegensatz dazu eine ganze Seite in einem Arbeitsgang sowohl mit (variabler) Schrift als auch mit Linien und Grafiken (Formularerstellung) bedrucken können – und zudem deutlich leiser sind. Allerdings – Durchschläge sind mit ihnen nicht möglich, darum behilft man sich mit so genannten „Mehrfachoriginalen“.

## Bautypen aktueller Modelle
Heute kommen weiter entwickelte Vertreter der mechanischen Zeilendrucker zum Einsatz. Das sind der Trommel- bzw. Walzendrucker und der Band- oder Kettendrucker. Hier rotieren im Druckjoch entweder Walzen oder eine Kette mit Typen mit sehr hoher Geschwindigkeit vor dem Papier. 
Die Druckkette enthält den kompletten oder Teile des Druckzeichensatzes bis zu fünfmal. Für jede Spalte gibt es einen elektromagnetisch betriebenen Hammer, der im richtigen Zeitpunkt (meist von hinten durch das Papier) zuschlägt. Die Hammerschläge für alle Zeichen einer Zeile finden also nicht mehr exakt gleichzeitig statt. Der vertikale Papiertransport findet sakkadisch (ruckhaft) statt und wird erst nach vollständiger Abarbeitung der gesamten Zeile fortgesetzt.
Variable Zeichensätze oder Zeichenbreiten (entsprechen den Druckspalten, Standard sind zehn Zeichen pro Zoll bei sechs (oder „eng“ acht) Zeilen pro Zoll) waren mit diesen Maschinen nicht möglich. Sie wurden vorwiegend zum Bedrucken von Endlospapier eingesetzt.